# المشروع الإنوفاتي
المشروع الإنوفاتي هو مشروع يحقق التطوير الإبتكاري للشركة (أو لجهات أخرى) عبر استخدام طرق ومنهجيات التطوير الابتكاري (منهجيات الإنوفاتية) في ظروف معينة من توافر الموارد والمعطيات.
بهذا التعريف يكون المشروع الانوفاتي مختلفا عن أنواع المشاريع الأخرى بارتباطه الوثيق بالطرق والمنهجيات الإنوفاتية المتخصصة، وكذلك بأهدافه، ظروفه ومعطياته. كما يمكن للمشروع الإنوفاتية أن يحتوي على خدمة إنوفاتية أو أكثر.

## المشاريع
هذا وتنقسم المشاريع الإنوفاتية لعدة أنواع أهمها:
- مشاريع استخراج المشاكل (المعضلات) الرئيسية وحلها
- مشاريع إدارة تكلفة المنتج (أو الخدمة)
- مشاريع تتعامل مع استراتيجيات براءات الاختراع
- مشاريع التنبؤ

كل نوع من هذه المشاريع يتمتع بخصائص في أسلوب إدارتها، خارطة العمل والطرق والآليات الإنوفاتية المتبعة من أجل تحقيق أهداف محددة تختلف عن غيرها.

## المراحل
المشروع الإنوفاتي كغيره من المشاريع التي تعتمد على التحليل والتطبيق له دورة حياة التي تتألف من مراحل. تختلق تقسيمات المراحل بحسب أنواعها وتطبيقاتها، لكن بشكل عام لها ثلاث مراحل أساسية:
- مرحلة انطلاق المشروع
- مرحلة تنفيذ المشروع
- مرحلة إتمام المشروع

مع استخدام الطرق والآليات الإنوفاتية، تصبح مراحل المشروع الانوفاتي أكثر تخصصا:
- تهيئة المشروع: تحليل العمليات والنماذج الإدارية والإستراتيجية، جمع المعلومات والمعطيات الضرورية للتنفيذ، تشكيل العرض التجاري.
- التحليل الدراسي: تحديد المشاكل والصعوبات الرئيسية ، استخراج المسارات المبدأية للحلول
- صياغة الحلول: توصيف الحلول المستخرجة، اختيار الحلول بما يتوافق مع العمليات الإداربة
- التحقق من الحلول: نمذجة الحلول وتنفيذها، إثبات فعالية الحلول
- إتمام المشروع: عرض وتحليل النتائج، تحليل جديد للعمليات الإدارية، التنفيذ الإستراتيجي

## اقرأ أيضا
- التطوير الإبتكاري
- الابتكار في الخدمة
- الخدمات الإنوفاتية
- المنتج الإنوفاتي
- المنهجية الإنوفاتية
- التكنولوجيا الإنوفاتية